# Zavala (Jelsa)
Zavala falu Horvátországban, Hvar szigetén. Közigazgatásilag Jelsához tartozik.

## Fekvése
Splittől 47 km-re délkeletre, Jelsától légvonalban 4, közúton 7 km-re délre, a Hvar sziget déli részén fekszik. A sziget északi részéről az 1400 méter hosszú Pitve-Zavala alagúton át érhető el. Ivan Dolactól 3 km-re keletre fekszik, a két települést aszfaltozott út köti össze. 2,5  km-re fekszik innen délre Šćedro szigete, ahova a kikötőből naponta hajójáratok közlekednek.

## Története
A település nevét a Zaca-földfokról kapta, melyet a 15. században említenek először. Akkoriban a közeli Pitve lakóinak szőlőskertjei feküdtek a területén, akik kis kőházaikat építették fel itt, hogy ne kelljen az egész napi fárasztó munka után mindennap hazamenniük. Területét 1606-ban szerezte meg Tadija Kačić gróf és tengermelléki birtokaihoz csatolta. A velencei uralomnak 1797-ben vége szakadt és osztrák csapatok vonultak be Dalmáciába. 1806-ban a sziget az osztrákokat legyőző franciák uralma alá került, de Napóleon lipcsei veresége után újra az osztrákoké lett. 1880-ban 97, 1910-ben 185 lakosa volt. A település 1918-ban az új szerb-horvát-szlovén állam, majd később Jugoszlávia része lett. A II. világháború után a szocialista Jugoszláviához került. 1991-től a független Horvátország része. A délszláv háború idején a jugoszláv haditengerészet támadta, mely a Spliti-csatornában elveszített csata után bosszúból lövéseket adott le a nyugatra fekvő Sveta Nedjeljára és Zavalára is. Lakosságának száma a legutóbbi években a turizmusnak köszönhetően folyamatosan növekszik. 2011-ben 156 lakosa volt.

## Népesség
| Lakosság változása | Lakosság változása | Lakosság változása | Lakosság változása | Lakosság változása | Lakosság változása | Lakosság változása | Lakosság változása | Lakosság változása | Lakosság változása | Lakosság változása | Lakosság változása | Lakosság változása | Lakosság változása | Lakosság változása | Lakosság változása | Lakosság változása |
| ------------------ | ------------------ | ------------------ | ------------------ | ------------------ | ------------------ | ------------------ | ------------------ | ------------------ | ------------------ | ------------------ | ------------------ | ------------------ | ------------------ | ------------------ | ------------------ | ------------------ |
| 1857               | 1869               | 1880               | 1890               | 1900               | 1910               | 1921               | 1931               | 1948               | 1953               | 1961               | 1971               | 1981               | 1991               | 2001               | 2011               | 2021               |
| 0                  | 0                  | 97                 | 123                | 132                | 185                | 0                  | 0                  | 41                 | 137                | 132                | 95                 | 100                | 110                | 144                | 156                | 170                |

(1857-ben, 1869-ben, 1921-ben és 1931-ben, lakosságát Pitvéhez számították.)

## Nevezetességei
- Zavalán áll a Duboković Nadalini család nyári rezidenciája, melyet 1830-ban építettek biedermeier stílusban a mára már romos gazdasági épületekkel és a Szent György kápolnával, melyet még Juraj Duboković püspök építtetett 1866-ban. A püspök szívét végakarata szerint itt a kápolnában temették el.

- A falutól kissé nyugatra volt a kastélya Zavala első birtokosának Tadije Kačićnak. A kastély 1630 körül épült, ma romos állapotban van.

- A falutól keletre áll az 1727-ben épített Szent Péter kápolna.

- Zavala felett a hegyen található a Szent Antal kápolna, melyet Niko vitez Duboković kapitány építtetett korán meghalt fia és fivére emlékére.

- A Veronai Szent Péter templomot 1331-ben építették. 2015. április 29-én új keresztutat szenteltek fel itt.

## Gazdaság
A napsütéses órák nagy számának és a meredek lejtésű szőlőhegyek déli fekvésének köszönhetően a sziget legjobb minőségű borai teremnek itt. A település domináns létesítménye a Konteján fekvő borászati kombinát, mely mintegy öt hektáron terül el. A céget 1820-ban alapította Ivan Duboković Nadalini, ma helyi tulajdonban van. 

## Fordítás
Ez a szócikk részben vagy egészben  a   Zavala (Jelsa) című horvát Wikipédia-szócikk ezen változatának fordításán alapul.  Az eredeti cikk szerkesztőit annak laptörténete sorolja fel. Ez a jelzés csupán a megfogalmazás eredetét és a szerzői jogokat jelzi, nem szolgál a cikkben szereplő információk forrásmegjelöléseként.